# مليكة العماري
مليكة العماري ممثلة مغربية من مواليد مراكش سنة 1944، تعد هذه النجمة من رواد السينما، والتلفزيون المغربي. شاركت في العديد من الأعمال التلفزيونية، والمسرحية، والسينيمائية، ولها تاريخ حافل وكبير قدمت العديدمن المسرحيات مع الفنان القدير محمد الجم والعديد من المسلسلات والافلام مع مختلف الممثلين برعت في اداء وتجسيد دورالارستقراطية والبرجوازية ودورالام الحنون ودورالمراة الشريرة فضلا عن كفاءتها في تجسيد دورالام بجدارة لان وجهها يحمل حنانا تعبر عنه ملامحها دون افتعال.

## أعمالها

### الافلام
- 2013: البايرة
- 2007: التوائم
- حجاب الحب 2008.
- نساء... ونساء 1997.
- طول فرعون 1996.
- عباس أو جحا لم يمت 1986.
- ساعة مبروكة.
- وهم في المراة.
- الحيرة.
- ماجدة.
- ليلى الطاهرة
- وداعا المغرب
- مصير إمرآة
- المقام المجهول
- اصدقاء الأمس
- عودة الابن
- ياقوت
- قصة وردة
- لالة شافية
- مسيح الناصرة
- مسكن الرجال

### المسلسلات
- لاباس ولوباس.
- سر المرجان.
- سر المرجان الجزء2
- بغيت حياتك (مسلسل)

### المسرحيات
- جا وجاب.
- ساعة مبروكة.
- الرجل الذي.
- هذا أنت.
- حادة
- بلغة مسحورة
- ولي الله
- وجوه الخير

## روابط خارجية
- مليكة العمري على موقع IMDb (الإنجليزية)
- مليكة العمري على موقع ألو سيني (الفرنسية)